# Marcel Granollers
Marcel Granollers Pujol (n. 12 aprilie 1986) este un jucător spaniol profesionist de tenis. Cea mai înaltă poziție în clasamentul ATP la simplu este locul 19 mondial, în iulie 2012, iar la dublu, locul 1 mondial, în mai 2024, devenind al doilea spaniol care a realizat această performanță (după Emilio Sánchez Vicario în 1989). Este campion de Grand Slam la French Open 2025, alături de Horacio Zeballos. 
Granollers a câștigat 34 de titluri ATP, 4 la simplu și 30 la dublu, inclusiv finala ATP World Tour 2012 la dublu, alături de compatriotul său Marc López. De asemenea, a ajuns în cinci finale de dublu la Openul Franței și la US Open în 2014 cu López, la US Open 2019, la Campionatele de la Wimbledon din 2021 și 2023 cu Zeballos.